# Atethmia ambusta
Atethmia ambusta är en fjärilsart som beskrevs av Ignaz Schiffermüller 1776. Atethmia ambusta ingår i släktet Atethmia och familjen nattflyn. Inga underarter finns listade i Catalogue of Life.